# أسوكا فوكودا
أسوكا فوكودا (باليابانية: 福田明日香؛ بالكانا: ふくだ あすか) هي مغنية يابانية، ولدت في 17 ديسمبر 1984 في أوتا في اليابان.

## وصلات خارجية
- أسوكا فوكودا على موقع IMDb (الإنجليزية)
- أسوكا فوكودا على موقع ميوزك برينز (الإنجليزية)
- أسوكا فوكودا على موقع قاعدة بيانات الفيلم (الإنجليزية)